# Leonardo Sá
Leonardo Sarmento Pires de Sá (João Pessoa, 14 de maio de 1980) é um médico e político brasileiro filiado ao Progressistas (PP). Ele foi vereador de Pinheiro (2009-2017). Atualmente ele é deputado estadual.

## Carreira política
Ingressou na política em 2008 quando foi eleito vereador de Pinheiro, sendo reeleito em 2012.Em 2014, concorre ao cargo de deputado federal pelo PDT, ficando como suplente. 
Em 2016 foi candidato a prefeito de Pinheiro.Ficou na terceira posição, atrás do ex-prefeito Filuca Mendes (PMDB) e do prefeito eleito Luciano Genésio (PP).
Em 2018 foi eleito deputado estadual pelo PRTB. Em 2019, filia-se ao PL. Concorre mais uma vez à prefeitura de Pinheiro, mas é derrotado novamente por Luciano Genésio (PP). 
Em 2022, tentou a reeleição, obtendo 25.280 votos, não logrando êxito.